# 上内町
上内町（かみうちまち）は、秋田県横手市の町丁。郵便番号は013-0014。人口は244人、世帯数は103世帯（2020年10月1日現在）。丁目の設定のない単独町名で、全域で住居表示を実施している。旧横手市野御扶持町、御免町、沼田町、山ノ手新町、羽黒新町の一部、羽黒上丁、上根岸町の一部、前郷の一部に相当する。

## 地理
横手地域の中央部に位置し、東で睦成・前郷、南東で清川町、南で旭川、北で羽黒町と隣接する。住宅街が広がっており、東には愛宕山、西南境を横手川が西流し、それに並行して都市計画道路横手環状線（秋田県道272号御所野安田線）が通る。江戸時代の武家居住地であり、袋小路や丁字路など複雑な街路や生け垣に囲まれた屋敷構えなどから当時の景観が忍ばれ、羽黒町などとともに、横手柿の産地でもある。
全域が都市計画区域に含まれるが、区域区分非設定区域となっている。都市計画法上の用途地域では県道沿いが第一種住居地域に、その他全域が第一種低層住居専用地域に指定されており、地区計画では、全域が羽黒町・上内町地区計画に指定されているほか、横手市景観計画において景観重点地区に指定されている。

## 歴史
横手川右岸の朝倉山（通称・お城山）に位置した横手城の城下町として栄えた地域で、現在も横手市の中心市街地の一角を成している。現在の上内町は横手川の左岸、武士が住む「内町」に当たる地域の南部（通称・上内町）に位置しており、江戸時代頃から城下町として形成されていった。本来、上内町とは先に触れたように内町のうち南半分の全体を指す地域名であり、現在の羽黒町なども「上内町」に該当する地域だった。また、上内町の内、島崎町を除いた範囲を「羽黒」とも称した。
寛文9年（1669年）の横手絵図（以下、寛文図）に漆原町小路（後の明治14年の「郡区町村一覧」では野御扶持町）、その北には羽黒御足軽町小路（同山ノ手新町）、その西にまた羽黒足軽町（同沼田町）、さらに西に羽黒御免町小路（同御免町）、羽黒御足軽町の北に羽黒小路（同羽黒上丁・中丁・末丁）、この西に並行して羽黒新町小路（同羽黒上丁）とある。

### 町名の変遷
住居表示に関する法律が施行された1962年5月10日以降、旧横手市内においても住居表示が進み、1965年より第一次から第五次にかけて実施された。本地域は第一次地区として1965年4月1日に実施され、現行の上内町はここで誕生した。
| 実施後 | 実施年月日     | 実施前               |
| ------ | -------------- | -------------------- |
| 上内町 | 昭和40年4月1日 | 野御扶持町           |
| 上内町 | 昭和40年4月1日 | 御免町               |
| 上内町 | 昭和40年4月1日 | 沼田町               |
| 上内町 | 昭和40年4月1日 | 山ノ手新町           |
| 上内町 | 昭和40年4月1日 | 羽黒新町（一部）     |
| 上内町 | 昭和40年4月1日 | 羽黒上丁             |
| 上内町 | 昭和40年4月1日 | 前郷字諸ヶ沢（一部） |

## 世帯数と人口
2020年（令和2年）10月1日現在の世帯数と人口は以下の通りである。
| 町丁   | 世帯数  | 人口  |
| ------ | ------- | ----- |
| 上内町 | 103世帯 | 244人 |

### 人口・世帯数の推移
以下は国勢調査による1995年（平成7年）以降の人口の推移。
| 年                 | 人口 |
| ------------------ | ---- |
| 1995年（平成7年）  | 360  |
| 2000年（平成12年） | 320  |
| 2005年（平成17年） | 300  |
| 2010年（平成22年） | 282  |
| 2015年（平成27年） | 267  |
| 2020年（令和2年）  | 244  |

以下は国勢調査による1995年（平成7年）以降の世帯数の推移。
| 年                 | 世帯数 |
| ------------------ | ------ |
| 1995年（平成7年）  | 136    |
| 2000年（平成12年） | 130    |
| 2005年（平成17年） | 123    |
| 2010年（平成22年） | 115    |
| 2015年（平成27年） | 109    |
| 2020年（令和2年）  | 103    |

## 小・中学校の学区
市立小・中学校に通う場合、学区（校区）は以下の通りとなる。
| 番地 | 小学校               | 中学校               |
| ---- | -------------------- | -------------------- |
| 全域 | 横手市立横手南小学校 | 横手市立横手南中学校 |

## 交通

### 鉄道
町内に駅はない。最寄り駅は■奥羽本線、■北上線の横手駅。

### 道路
- 秋田県道272号御所野安田線
  - 愛宕大橋

## 施設
- 桃雲寺（3番22号）[22]
山号：傑作山、宗派：浄土宗、本尊：阿弥陀如来
下野国真壁郷（現在は栃木県芳賀郡益子町）大沢山円通寺を本山として、永禄2年（1559年）小鷹狩家（向家）によって建立され、佐竹氏が秋田に遷封の際に横手へ移った[22]。隠れキリシタンの神像と思われるマリア観音が残っている[22]。